# Фінал кубка Італії з футболу 2024
Фінал Кубка Італії з футболу 2024 (італ. 2024 Coppa Italia Finale) — фінальний матч 77-го розіграшу Кубка Італії. Гра відбулась 15 травня 2024 року на Олімпійському стадіоні в Римі. У матчі зустрілись «Аталанта» та «Ювентус». Для «Аталанти» ця участь у фіналі Кубка Італії стала 6-ю, а для «Ювентуса» — 22-ю. Також це була друга зустріч між клубами у фіналах Кубка Італії (перша відбулась 2021 року). 
Головним арбітром був Фабіо Мареска. Гру наживо змогли побачити 66 854 глядачів. «Ювентус» переміг з рахунком 1–0 завдяки голу на початку першого тайму Душана Влаховича, який у підсумку був визнаний кращим гравцем матчу. Для «Ювентуса» цей титул став 15-м виграним Кубком Італії (що є рекордом країни за кількістю трофеїв), а «Аталанта» програла свій 5-й фінал Кубка з 6-ти.

## Матч

### Деталі
| 15 травня 2024 21:00 CEST |

| Аталанта | 0–1 | Ювентус     |
| -------- | --- | ----------- |
|          |     | Влахович 4' |

| Олімпійський стадіон, Рим Глядачів: 66 854 Арбітр: Фабіо Мареска (Неаполь) |

| Аталанта | Ювентус |

| В                    | 29 | Марко Карнезеккі   |       |     |
| ЗХ                   | 15 | Мартен де Рон (к)  |       | 65' |
| ЗХ                   | 4  | Ісак Гін           | 17'   | 59' |
| ЗХ                   | 19 | Берат Ґімшиті      | 78'   |     |
| ПЗ                   | 77 | Давіде Дзаппакоста |       | 59' |
| ПЗ                   | 8  | Маріо Пашалич      |       | 59' |
| ПЗ                   | 13 | Едерсон            |       |     |
| ПЗ                   | 22 | Маттео Руджері     |       |     |
| НП                   | 7  | Тен Копмейнерс     |       |     |
| НП                   | 11 | Адемола Лукман     |       |     |
| НП                   | 17 | Шарль Де Кетеларе  |       | 46' |
| Запасні:             |    |                    |       |     |
| В                    | 1  | Хуан Муссо         |       |     |
| В                    | 32 | Франческо Россі    |       |     |
| ЗХ                   | 2  | Рафаел Толой       | 90+6' | 65' |
| ЗХ                   | 20 | Мітхел Баккер      |       |     |
| ЗХ                   | 33 | Ганс Гатебур       |       | 59' |
| ЗХ                   | 42 | Джорджо Скальвіні  |       | 59' |
| ЗХ                   | 43 | Джованні Бонфанті  |       |     |
| ПЗ                   | 25 | Мішель Ндарі Адопо |       |     |
| ПЗ                   | 59 | Олексій Миранчук   |       | 59' |
| НП                   | 10 | Ель-Біляль Туре    |       | 46' |
| Головний тренер:     |    |                    |       |     |
| Джан П'єро Гасперіні |    |                    |       |     |

| В                    | 36                   | Маттіа Перін           |       |     |
| ЗХ                   | 4                    | Федеріко Гатті         |       |     |
| ЗХ                   | 3                    | Бремер                 | 90+1' |     |
| ЗХ                   | 6                    | Даніло (к)             |       |     |
| ПЗ                   | 41                   | Ганс Ніколуссі Кавілья |       | 62' |
| ПЗ                   | 27                   | Андреа Камб'язо        |       | 81' |
| ПЗ                   | 25                   | Адріан Рабйо           |       |     |
| ПЗ                   | 16                   | Вестон Маккенні        |       |     |
| ПЗ                   | 17                   | Семюел Ілінг-Джуніор   |       |     |
| НП                   | 9                    | Душан Влахович         | 56'   | 81' |
| НП                   | 7                    | Федеріко К'єза         |       | 69' |
| Запасні:             |                      |                        |       |     |
| В                    | 1                    | Войцех Щенсний         |       |     |
| В                    | 23                   | Карло Пінсольйо        |       |     |
| ЗХ                   | 12                   | Алекс Сандро           |       |     |
| ЗХ                   | 24                   | Даніеле Ругані         |       |     |
| ЗХ                   | 33                   | Тьягу Джало            |       |     |
| ПЗ                   | 11                   | Филип Костич           |       |     |
| ПЗ                   | 20                   | Фабіо Міретті          |       | 62' |
| ПЗ                   | 22                   | Тімоті Веа             |       | 81' |
| ПЗ                   | 26                   | Карлос Алькарас        |       |     |
| НП                   | 14                   | Аркадіуш Мілік         |       | 81' |
| НП                   | 15                   | Кенан Їлдиз            |       | 69' |
| НП                   | 18                   | Мойзе Кен              |       |     |
| Головний тренер:     |                      |                        |       |     |
| Массіміліано Аллегрі | Массіміліано Аллегрі | Массіміліано Аллегрі   | 90+5' |     |

| Гравець матчу: Душан Влахович (Ювентус) Асистенти головного арбітра: Даніеле Біндоні Альберто Тегоні Четвертий арбітр: Мауріціо Маріані Резервний асистент арбітра: Стефано Ліберті Відеоасистент арбітра: Валеріо Маріні Асистент відеоасистента арбітра:: Алеандро Ді Паоло | Регламент матчу - 90 хвилин основного часу. - 30 хвилин овертайму у разі потреби. - Післяматчеві пенальті у разі потреби. - П'ятнадцять запасних з кожної сторони. - Максимум п'ять замін, шоста допускається тільки у додатковий час. |